# Ковуї
Ковуї (д.-рус. ковоуи) — назва одного з об'єднань кочовиків, які перебували на службі в давньоруських князів. Відома з тексту Київського літопису — під 1185 р. серед загонів чернігівського князя Ярослава Всеволодича згадуються «чернігівські ковуї» на чолі з воєводою Ольстином Олексичем.
Єдиної думки поміж дослідників щодо того, де мешкали ці кочовики, чи були вони окремим угрупованням, чи входили до складу чорних клобуків тощо, немає. Разом з тим є різні припущення щодо цих питань. Так, в історичній літературі висловлена думка, що «чернігівські ковуї» були розселені в межиріччі Десни й її притоки Остеру, де солонцюваті ґрунти були придатнішими для скотарства, ніж для землеробства і де було розташоване городище Ковчин (нині його залишки виявлені поблизу с. Ковчин Куликівського району Чернігівської області). Деякі дослідники вважають, що уточнення «чернігівські» вжито літописцем стосовно назви «ковуї» у зв'язку з тим, що загони ковуїв перебували на службі не тільки у чернігівських, а й київських чи переяславських князів. Ґрунтуючись на вміщеному в «Слові о полку Ігоревім» переліку кочових племен, які були на службі в Ярослава Всеволодича, історики інколи включають до складу ковуїв «билів», «могутів», «татранів», «шельбірів», «топчаків», «ревугів», «ольберів». Однак більшість тюркологів зараховують ці племена до «ольбірського союзу», який згадується в Київському літописі під 1152 р. під назвою «оперлюєве», чи припускають, що вони належали до так званих диких половців.